# Острова Ломаивичи
Ломаивичи (англ. Lomaiviti Islands) — острова в Фиджи. Административно входят в состав одноимённой провинции.

## География
Острова Ломаивичи расположены в южной части Тихого океана, к западу от моря Коре и к востоку от острова Вити-Леву. Архипелаг состоит из 7 крупных и множества более мелких островов, имеющих преимущественно вулканическое происхождение. Общая площадь суши составляет около 484 км².
Крупнейшие острова архипелага — Нгау (140 км²), Коро (104 км²) и Овалау (102,3 км²). Другие острова — Янута-Лаилаи, Янута-Леву, Мотурики, Макондронга, Маконгаи, Вакая, Мбатики, Наираи и др. Климат на островах Ломаивити тропический.

## История
Согласно археологическим находкам (женский скелет на острове Мотурики), архипелаг был заселён представителями культура лапита более 2500 лет назад. Европейским первооткрывателем архипелага стал британский путешественник Уильям Блай, проплывший мимо него в мае 1789 года. В 1792 году Блай повторно исследовал острова.
14 мая 1879 года на острове Янута-Лаилаи, входящем в состав архипелага, высадились первые выходцы из Индии, которые впоследствии работали на плантациях Фиджи.

## Население
Согласно переписи 2007 года на островах Ломаивичи проживало 16 461 человек. Крупнейший населённый пункт — город Левука, расположенный на острове Овалау. Город основан примерно в 1820 году европейскими поселенцами и торговцами и является первым городом современного типа на островах Фиджи. В период с 1871 по 1877 год Левука была столицей сначала независимого государства Фиджи, а затем одноимённой британской колонии (официальный перенос столицы в Сува состоялся в 1882 году).

## Экономика
Основа экономики — сельское хозяйство (прежде всего, производство копры).